# Liste der Fließgewässer im Flusssystem Niger

Das Niger-Einzugsgebiet

Dies ist eine Liste der Fließgewässer im Flusssystem Niger. Der Niger ist nach dem Nil und dem Kongo mit 4184 Kilometern der drittlängste Strom Afrikas. Er fließt in einem Halbkreis mit einem Durchmesser von fast 2000 km durch fünf Staaten: Vom Ursprung in den Bergen Guineas strömt er durch Mali, den Süden Nigers, entlang der Grenze von Benin und schließlich durchs bevölkerungsreiche Nigeria, wo er im über 200 km breiten Nigerdelta in den Golf von Guinea mündet.
Der Fluss versorgt fast alle 110 Millionen Menschen, die direkt an seinen Ufern leben, mit Wasser. Sein Einzugsgebiet umfasst 2,261 Millionen Quadratkilometer, darunter Gebiete in weiteren vier bis fünf Staaten.

## Guinea
Niger (Quelle)
- Bale
- Mafou
- Niandan
  - Kouya
  - Bele
- Milo
  - Sonanba
  - Guisse
- Tinkisso
  - Bouka
  - Banie
  - Bouka
  - Farakoba
- Koba
- Fié (Guinea und Mali)

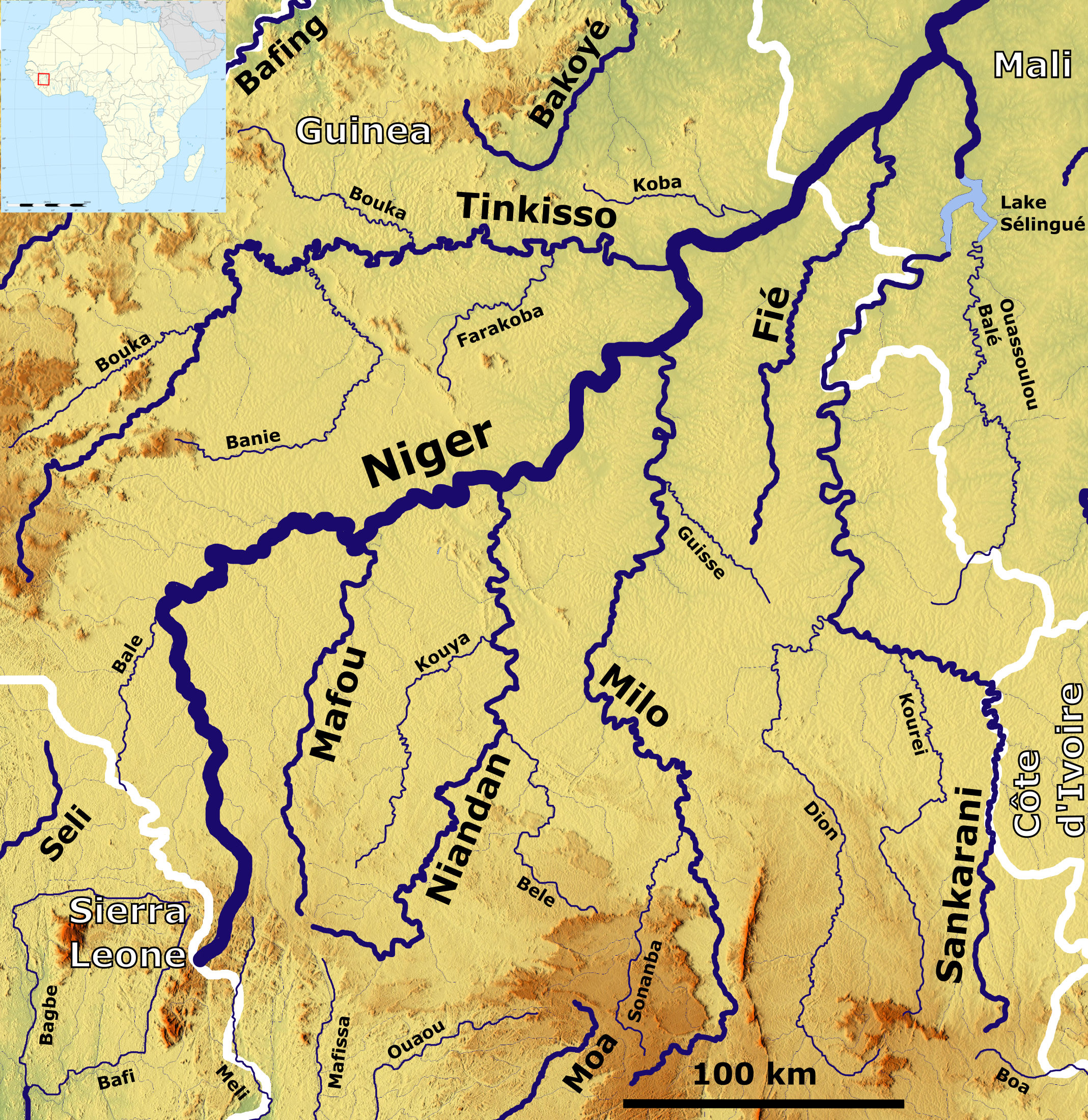
Der Niger in Guinea mit seinen Zuflüssen

- Sankarani (Gbanhala, Gouala), (Guinea und Mali)
  - Dion
  - Kourou Kellé (nur Elfenbeinküste)
  - Ouassoulou-Balé (Bale River), (Guinea und Mali)

## Mali

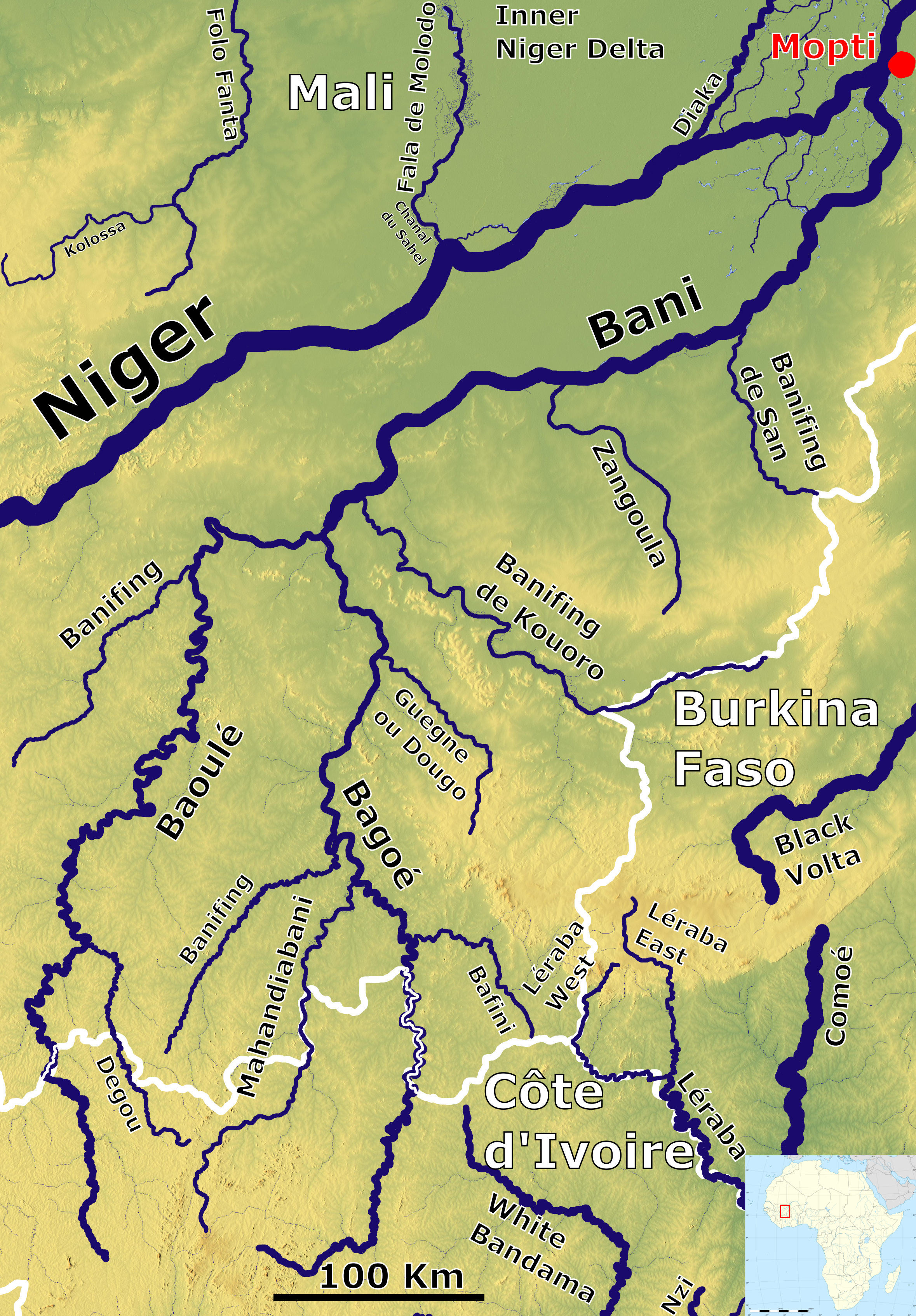

### Bani
- Baoulé (Mali und Elfenbeinküste)
  - Degou (Mali und Elfenbeinküste)
  - Banifing
- Bagoé (Mali und Elfenbeinküste)
  - Bafini (Mali und Elfenbeinküste)
  - Mahandiabani
  - Banifing
  - Guegne ou Dougo
- Banifing de Kouoro (Mali und Burkina Faso)
- Zangoula
- Banifing de San

## Niger

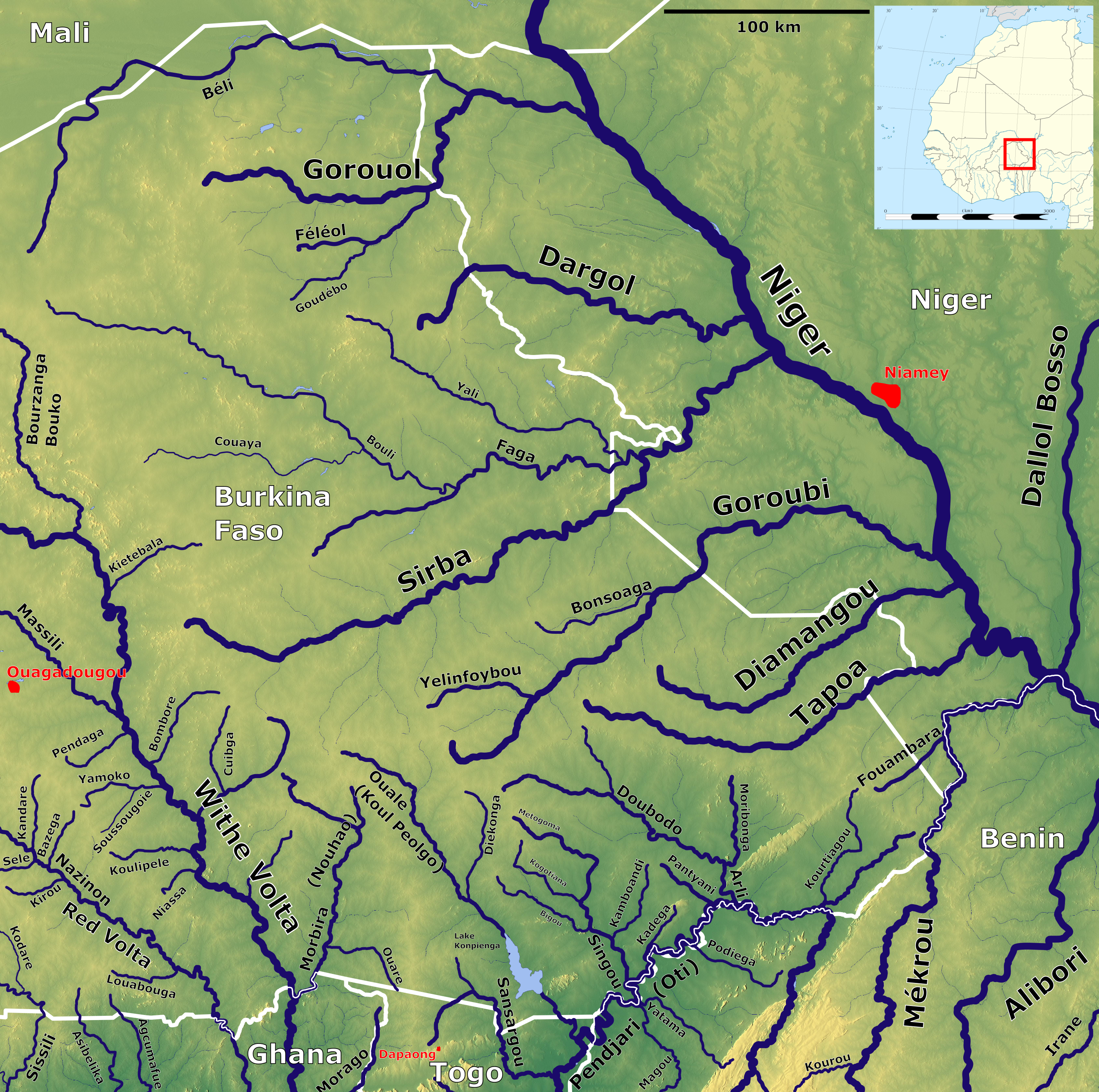
Östliches Burkina Faso mit den Niger Zuflüssen

### Aus Burkina Faso kommend
- Gorouol
  - Béli
  - Féléol
- Dargol
- Sirba
  - Faga
- Goroubi
  - Bonsoaga
- Diamangou
- Tapoa
- Mékrou

### Dallol Bosso
- Azawagh
- Azar (Azhar)
  - Tin-Amzi
  - Zazir
  - Tin-Meghsoi
  - Irhazer-wan-Agadez

### Weitere Zuflüsse in Niger
- Dallol Foga
  - Dallol Maouri

## Benin

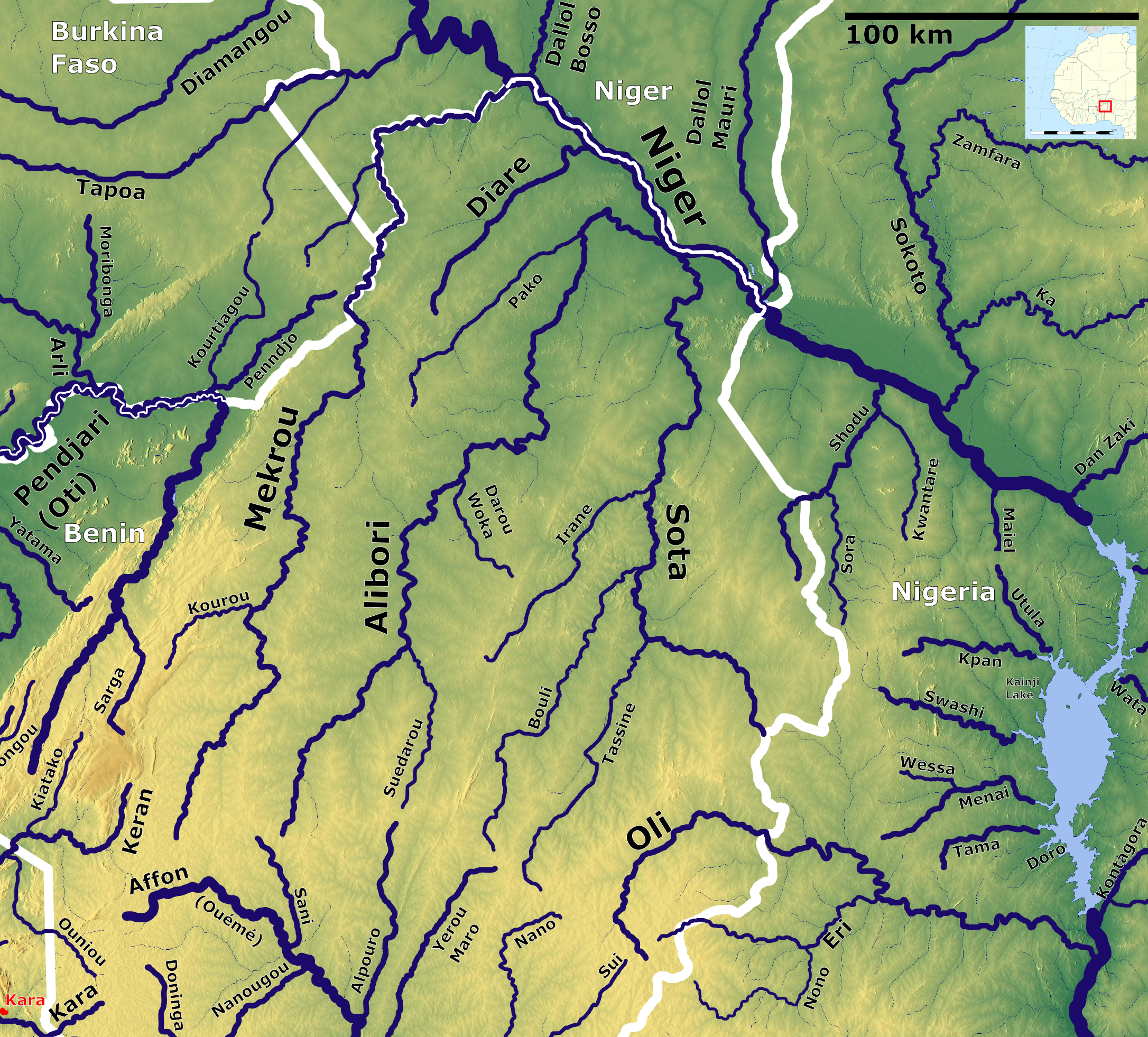
Niegerzuflüsse aus Benin

- Mékrou
  - Kourou
- Diare
- Alibori
  - Suedarou
  - Darou Woka
  - Pako
- Sota
  - Bouli
  - Tassiné
    - Sana
      - Kô

  - Irané
  - Gouroukpa
  - Souamou
  - Benga
- Shodu
- Oli
  - Eri

## Nigeria

### Sokoto(Niger und Nigeria)

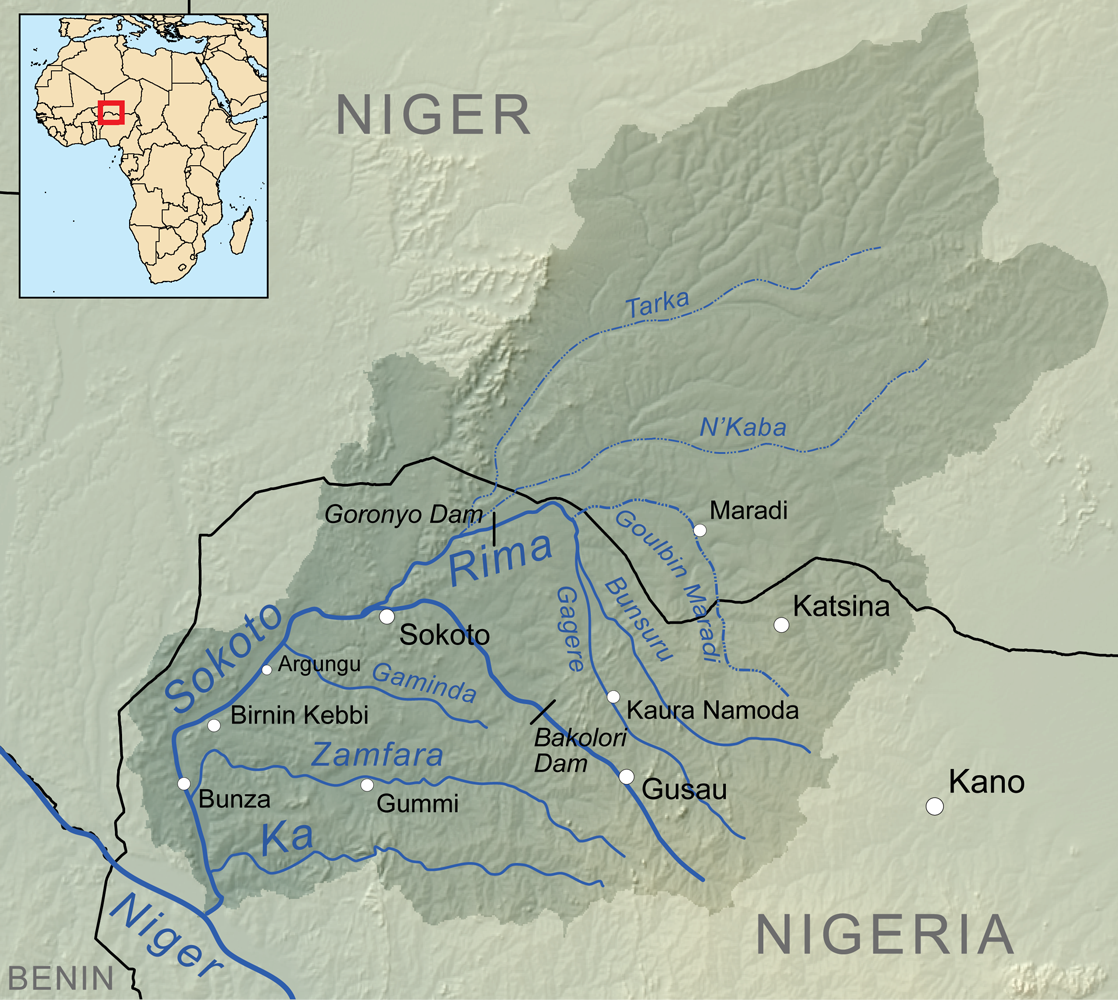
Sokoto Einzugsgebiet

- Ka
- Zamfara
- Gaminda
- Rima
  - Bunsuru
  - Gagere
  - Goulbi de Maradi
    - Goulbi de Gabi

  - Mariga
  - Goulbin Kaba
  - Tarka

### Kainji-Stausee

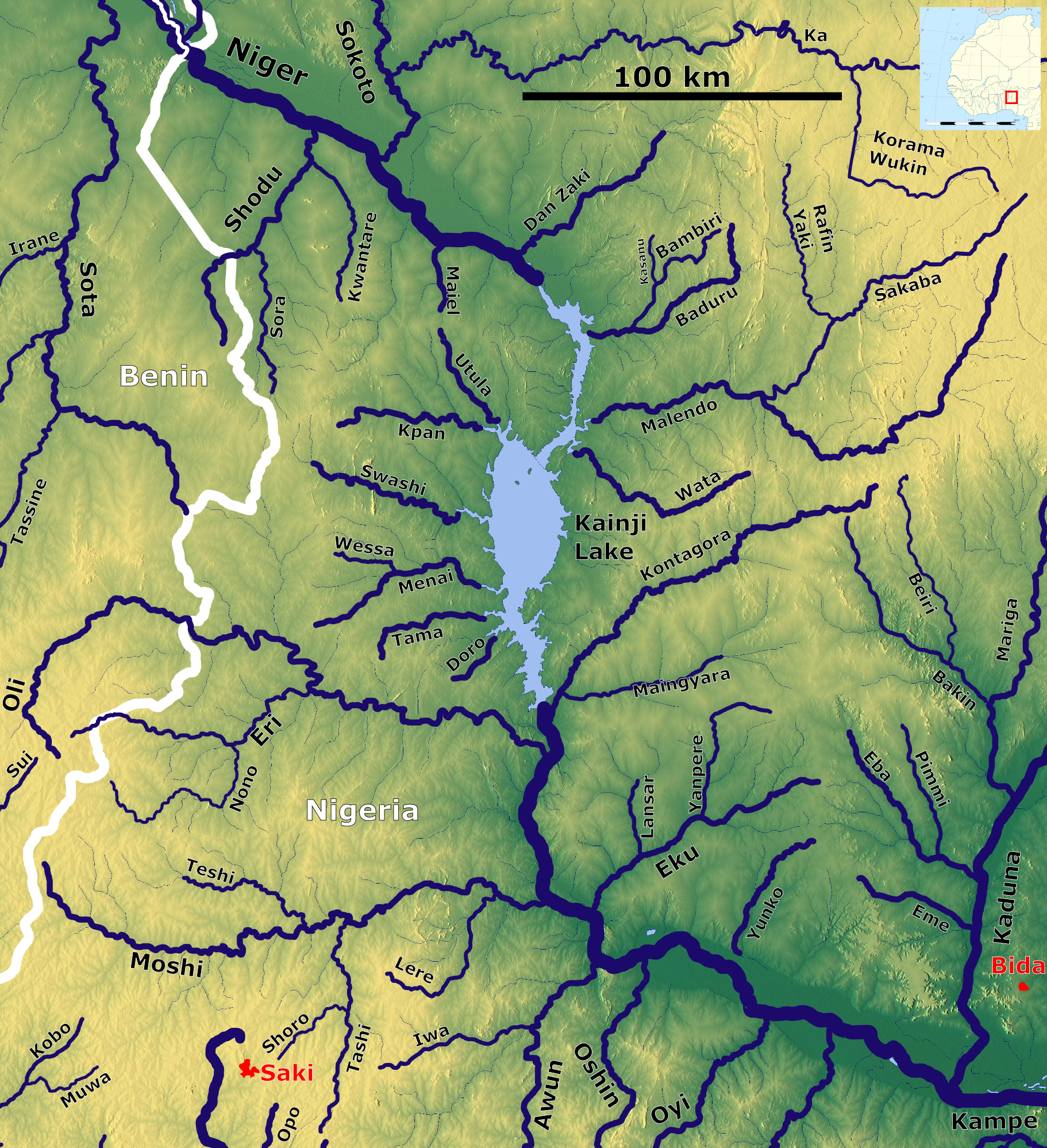
Zuflüsse zum Kainji-Stausee

- Baduru
  - Kasanu
  - Bambiri
- Malendo
  - Sakaba
    - Rafin Yaki
- Wata
- Utula
- Kpan
- Swashi
- Menai
  - Wessa
- Tama
- Doro

### Kaduna

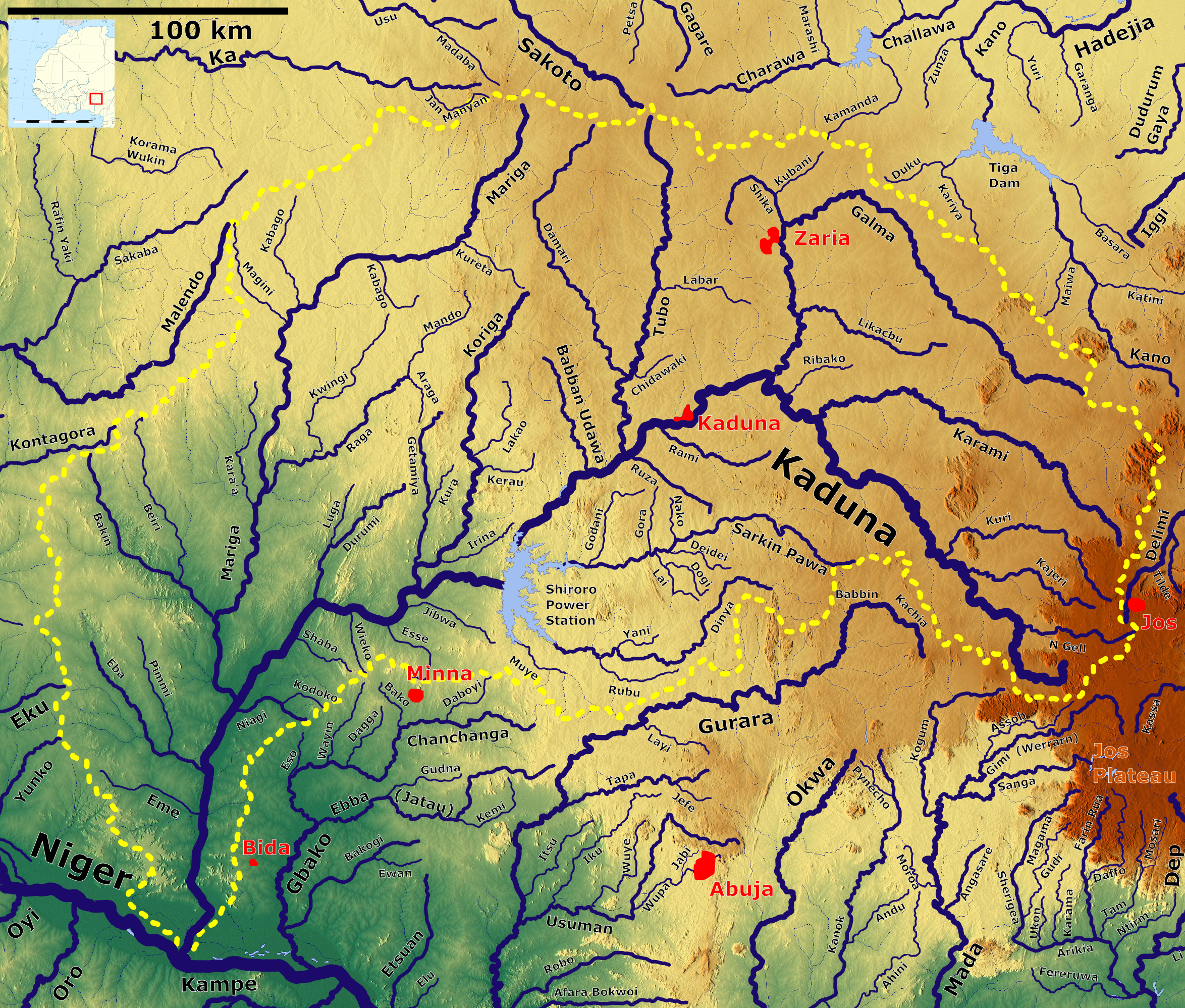
Kaduna Einzugsgebiet

- N Gell
- Kajeri
- Kuri
- Karami
- Ribako
- Galma
  - Shika
    - Kubani

  - Likacbu
- Rami
- Ruza
- Tubo
  - Labar
  - Chidawaki
  - Damari
- Babban Udawa
- Sarkin Pawa  (Nabuhi)
  - Deidei
  - Nako
  - Lai
    - Dogi

  - Gora
  - Godani
- Dinya
  - Yani
  - Rubu
  - Muye
- Koriga
  - Lakao
  - Kerau
  - Irina
  - Getamiya
    - Kura
- Jibwa
- Esse
- Wieko
- Durumi
  - Luga
- Shaba
- Mariga
  - Kureta
  - Kabago
  - Kabago
  - Magini
  - Raga
    - Mando
    - Araga
    - Kwingi

  - Kara'a
  - Bakin
    - Beiri
- Niagi
  - Kodoko
- Eba
  - Pimmi
- Eme

### Gbako

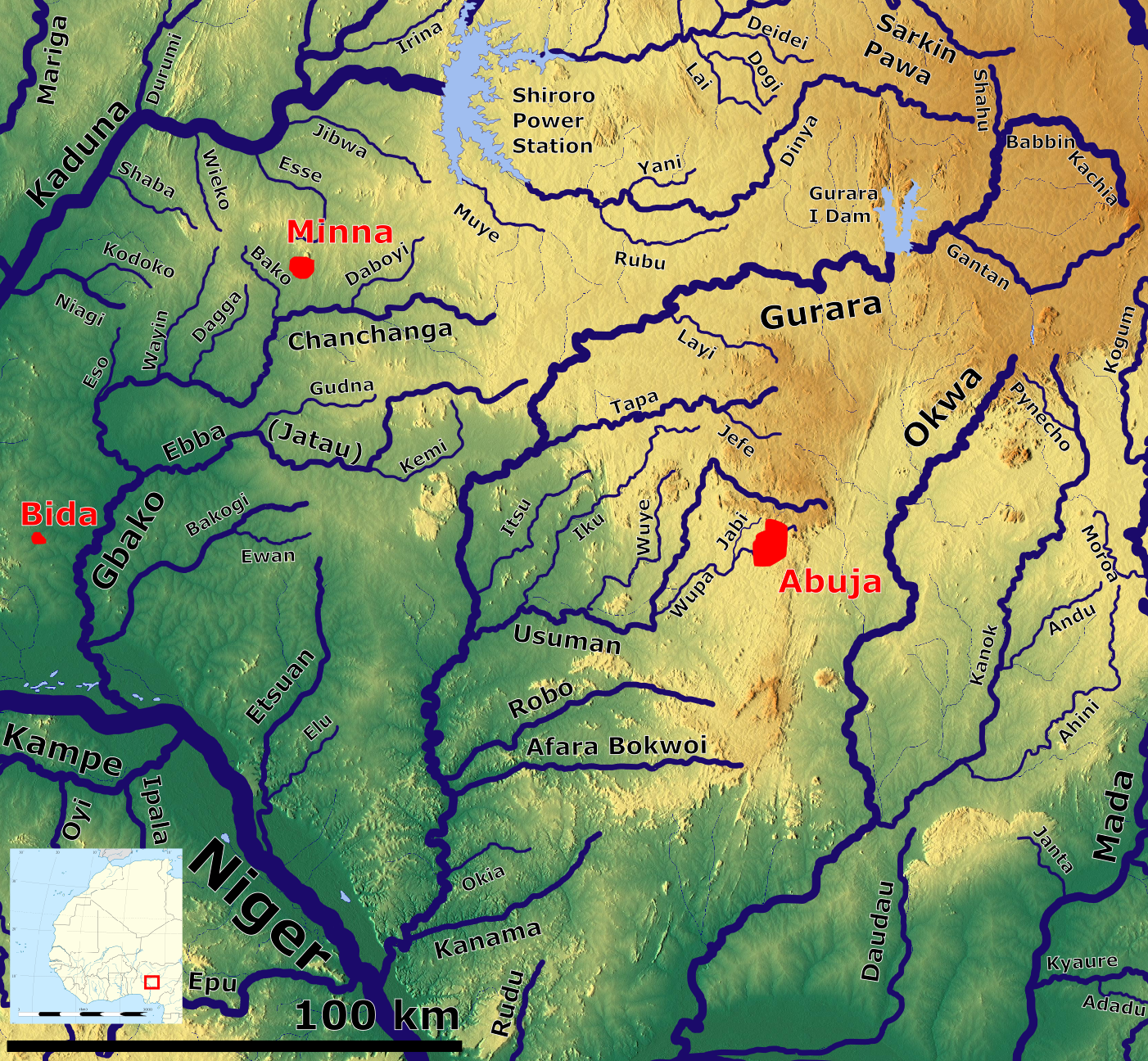
Der Gurara und Gbako und deren Zuflüsse

- Jatau (Ebba)
  - Kemi
  - Gudna
- Chanchanga
  - Daboyi
  - Bako
  - Dagga
  - Wayin
  - Eso
- Bakogi
  - Ewan

### Gurara
- Babbin Kachia
  - Shahu
- Gantan
- Layi
- Tapa
  - Jefe
- Itsu
- Usuma
  - Wupa
    - Jabi

  - Wuye
  - Iku
- Robo
- Afara Bokwoi
- Okia
- Kanama

### Benue

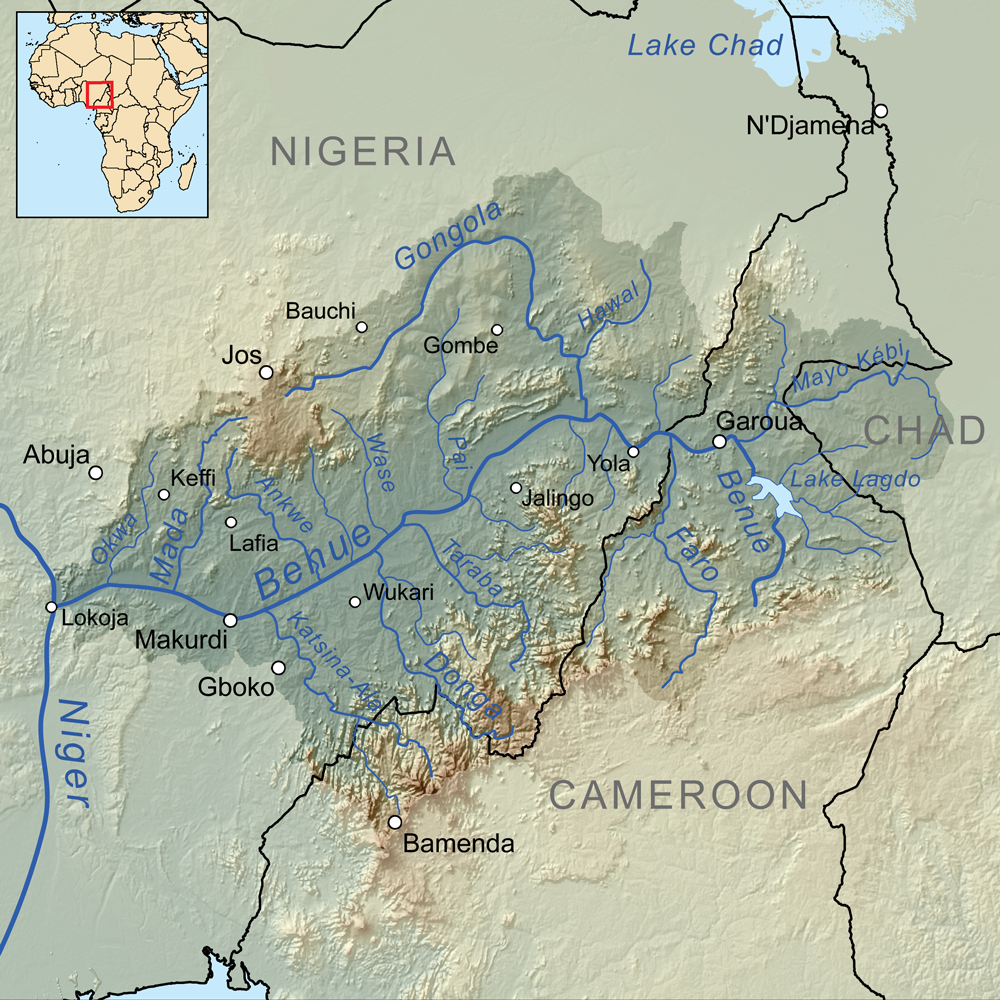
Benue Einzugsgebiet

- Faro
- Mayo Tiel
- Kilange
  - Loko
- Tojo
- Ini
- Giwano
- Mayo Belwa
- Gongoron
- Bolleri
  - Mwona
- Kunini
- Lamurde
- Sanko
- Fan
- Kufai
- Duchi
  - Mabo
  - Gimbi
- Wase (Zurfi)
  - Boi
    - Gwaske
    - Buka

  - Jaket
  - Bado
- Taraba
  - Kam
- Gamakai
- Donga
- Farin
- Shemankar
  - Shandam
- Dorowa
- Rita
- Asuku
- Katsina Ala
  - Metchum
- Mu
- Guma
- Keleke
- Sina
  - Akereku
- Okonoa
  - Kanok
    - Pynecho
    - Andu
    - Ahini

  - Daudau
- Rudu

#### Gongola

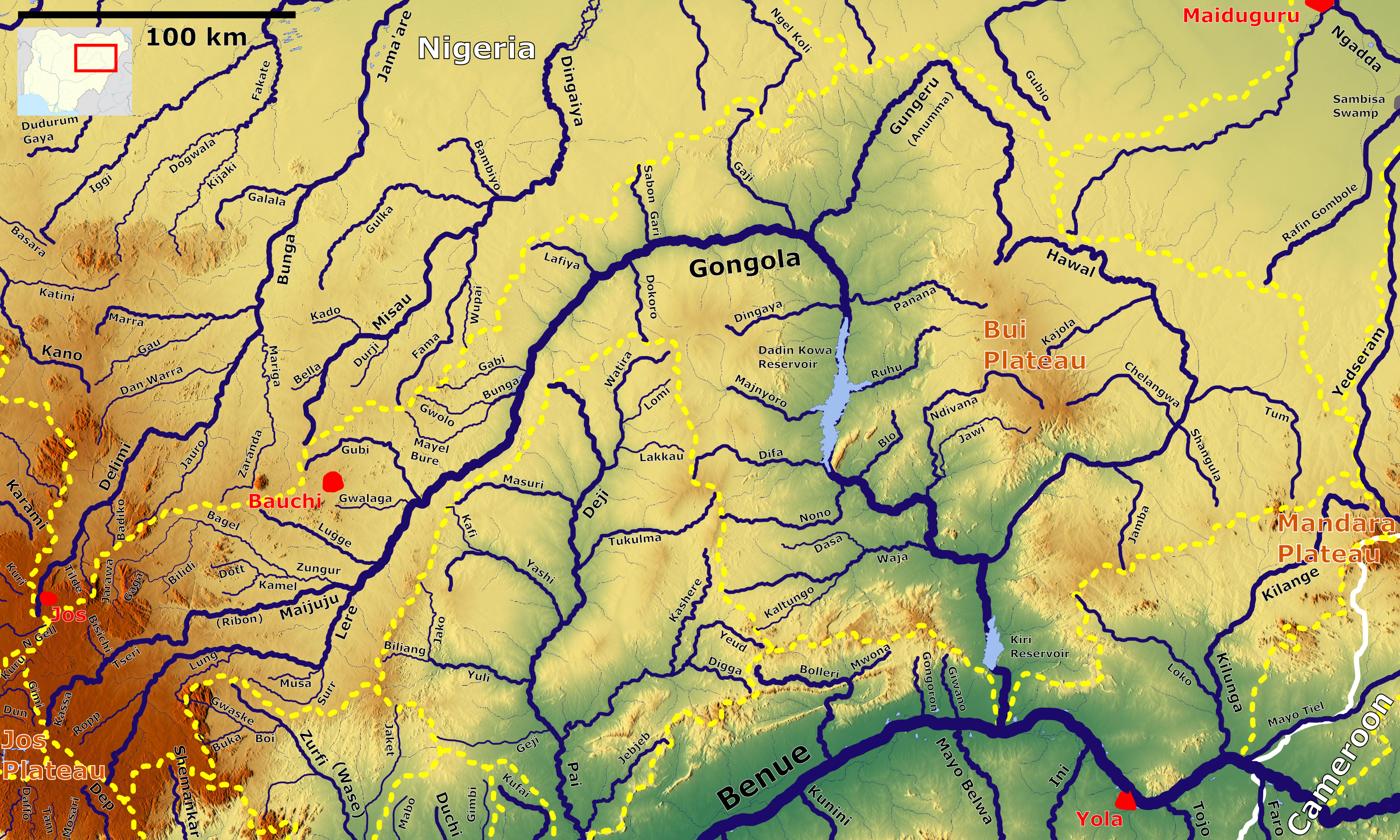
Gongola Einzugsgebiet

- Lere
  - Ropp
  - Lung
  - Musa
  - Surr
- Maijuju (Kassa, Tseri, Ribon)
  - Bisichi
  - Zungur
    - Kamel
      - Dott

    - Bagel
      - Jarawa
      - Bilidi
        - Gaga
- Lugge
- Gwalaga
- Gubi
- Bunga
  - Mayel Bure
  - Gwolo
- Gabi
- Lafiya
- Dokoro
- Sabon  Gari
- Gaji
- Gungeru (Anumma)
- Panana
- Dingaya
- Ruhu
- Majnyoro
- Difa
- Blo
- Nono
- Ndivana
  - Jawi
- Waja
  - Kaltungo
  - Dasa
- Hawal
  - Kajola
  - Tum
  - Chelangwa
  - Shangula
  - Jamba

#### Pai(Deji, Geji)
- Watira
  - Lomi
  - Lakkau
- Masuri
- Tukulma
- Yashi
  - Kafi
- Yuli
  - Jako
  - Biliang
- Geji
- Kashere
  - Yeud
    - Digga
- Jebjeb

#### Ankwe(Dep)

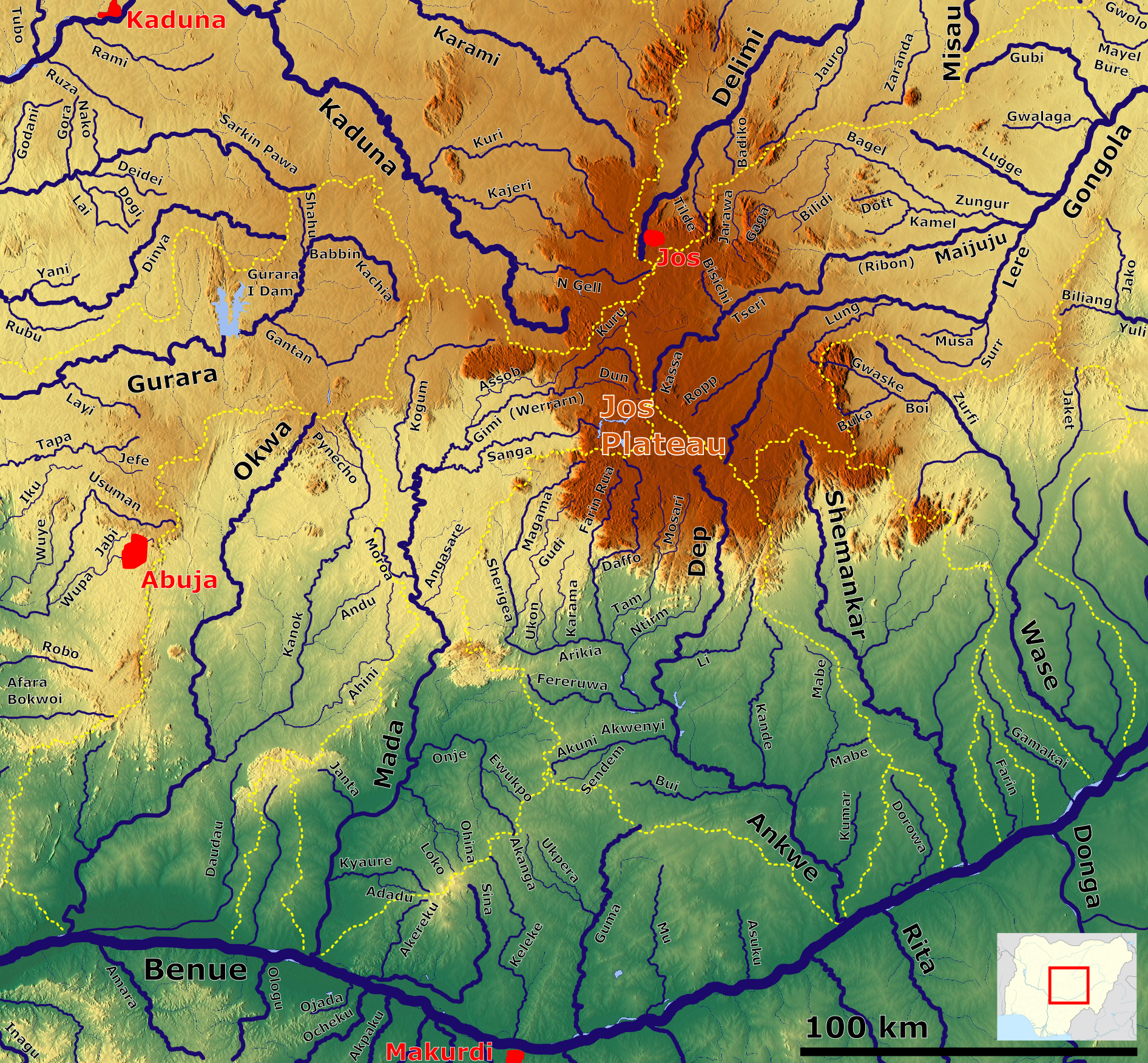
Hydrologie des Jos Plateaus

- Li
- Arikia
  - Magama (Sherigea)
    - Gudi

  - Ukon
  - Karama (Ninkada)
  - Farin Rua
    - Daffo

  - Tam
    - Mosari

  - Ntirm
  - Fereruwa
- Akwenyi
  - Akuni
  - Sendem
- Bui
- Kande
- Mabe
- Kumar

#### Mada
- Gimi (Werrarn)
  - Assob
- Sanga
- Kogum
- Moroa
- Angasare
- Onje
  - Ewukpo
- Ohina
- Loko
- Janta
- Kyaure
  - Adadu

### Weitere Zuflüsse im Nigeria

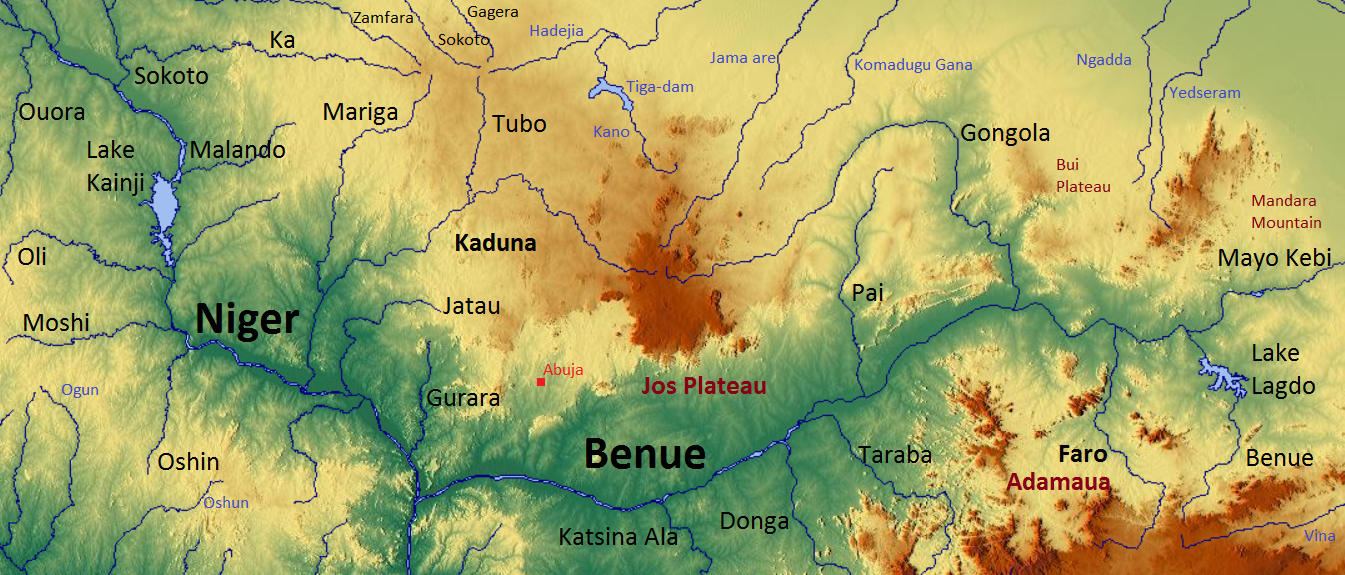
Benue und Niger mit Zuflüssen

- Shodu
  - Sora
  - Kwantare
- Maiel
- Dan Zaki
- Kontagora
  - Maingyara
- Oli
  - Eri
    - Nono
- Moshi
  - Teshi
  - Tashi
    - Shoro

  - Lere
- Eku
  - Yanpere
  - Lansar
- Awun
  - Imoru
  - Oyun
  - Aza
  - Iwa
- Oshin
- Yunko
- Oyi
- Oro
  - Awere
- Etsuan
  - Elu
- Anambra
- Escravos (Niger Mündungsarm)
- Forcados (Niger Mündungsarm)
- Nun (Niger Mündungsarm)

## Einzugsgebiet
Das Einzugsgebiet des Niger teilt sich wie folgt auf (ausgehend von 2.274 Mio. km²):
| Staaten        | Einzugsgebiet der Landesfläche in [km²] | Prozent der Fläche des Einzugsgebiets | Prozent der Landesfläche |
| -------------- | --------------------------------------- | ------------------------------------- | ------------------------ |
| Guinea         | 97.780                                  | 4,3                                   | 39,4                     |
| Elfenbeinküste | 22.739                                  | 1,0                                   | 7,4                      |
| Mali           | 579.856                                 | 25,5                                  | 46,7                     |
| Burkina Faso   | 77.314                                  | 3,4                                   | 28,0                     |
| Algerien       | 193.285                                 | 8,5                                   | 8,1                      |
| Benin          | 45.479                                  | 2,0                                   | 41,2                     |
| Niger          | 563.939                                 | 24,8                                  | 44,5                     |
| Tschad         | 20.466                                  | 0,9                                   | 1,6                      |
| Kamerun        | 88.684                                  | 3,9                                   | 18,8                     |
| Nigeria        | 584.404                                 | 25,7                                  | 63,2                     |
| Gesamt         | 2.273.946                               | 100                                   |                          |